# All Evil
All Evil – pierwsze demo norweskiej grupy muzycznej Satyricon. Wydawnictwo ukazało się 22 czerwca 1992 roku na kasecie magnetofonowej. Był to jedyny materiał Satyricon zarejestrowany w oryginalnym składzie. W nagraniach wzięli udział Sigurd "Satyr" Wongraven (śpiew), Håvard "Lemarchand" Jørgensen (gitara), Vegard "Wargod" Blomberg (gitara basowa) oraz Carl-Michael "Exhurtum" Eide (perkusja).

## Lista utworów
Opracowano na podstawie materiału źródłowego.
1. "All Evil" - 05:03
2. "This Red Sky" - 01:45
3. "Dreams of a Satyr" - 04:38
4. "All Evil (Shorter version)" - 00:54